# Бокаччино, Бокаччо
Бокаччо Бокаччино (итал. Boccaccio Boccaccino; 1468, Феррара — 1525, Кремона) — итальянский художник эпохи Возрождения.

## Биография
Жизнь и творчество Бокаччо Бокаччино отображены в известном сочинении Джорджо Вазари «Жизнеописания знаменитых художников, скульпторов и архитекторов». Художник изучал живопись в Ферраре под руководством Доменико Панетти. Затем работал в разных городах Италии — прежде всего в Венеции, Ферраре и дольше всего в Кремоне, где основал художественную школу и преподавал; учеником его в ней был Бенвенуто Тизи (Гарофало).
Наиболее известными работами Бокаччо Бокаччино являются фрески его кисти в кафедральном соборе Кремоны (1509—1529) — «Рождество Богородицы», и другие эпизоды из её жизни. Большой выразительностью, яркостью красок, мастерством композиции и гармоничностью пейзажа отличаются его «Свадьба св. Екатерины», «Мадонна с младенцем и четверо святых» (Венеция, собор св. Джулиано), «Мадонна и двое святых» (Кремона, церковь св. Кирило), «Святое семейство» (Париж, Лувр).
Сын Бокаччо Бокаччино, Камилло Бокаччино (1501—1546) также был художником в Кремоне и учился мастерству у своего отца.
Работы Бокаччо Бокаччино демонстрируются во многих крупнейших картинных галереях и музеях Европы и Америки — Лондона, Парижа, Нью-Йорка, Бирмингема, Будапешта, Бостона, Милуоки, Венеции, Бухареста, Майами и др.

## Галерея

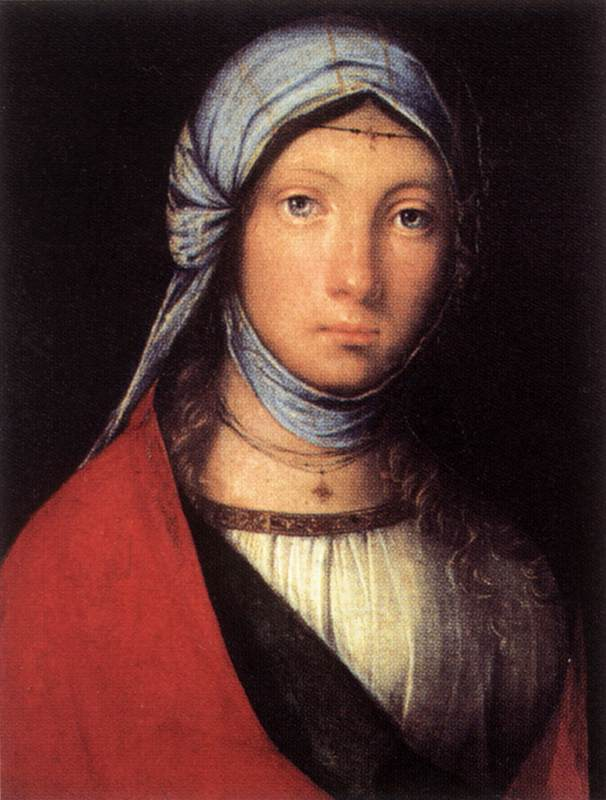
Портрет молодой цыганки
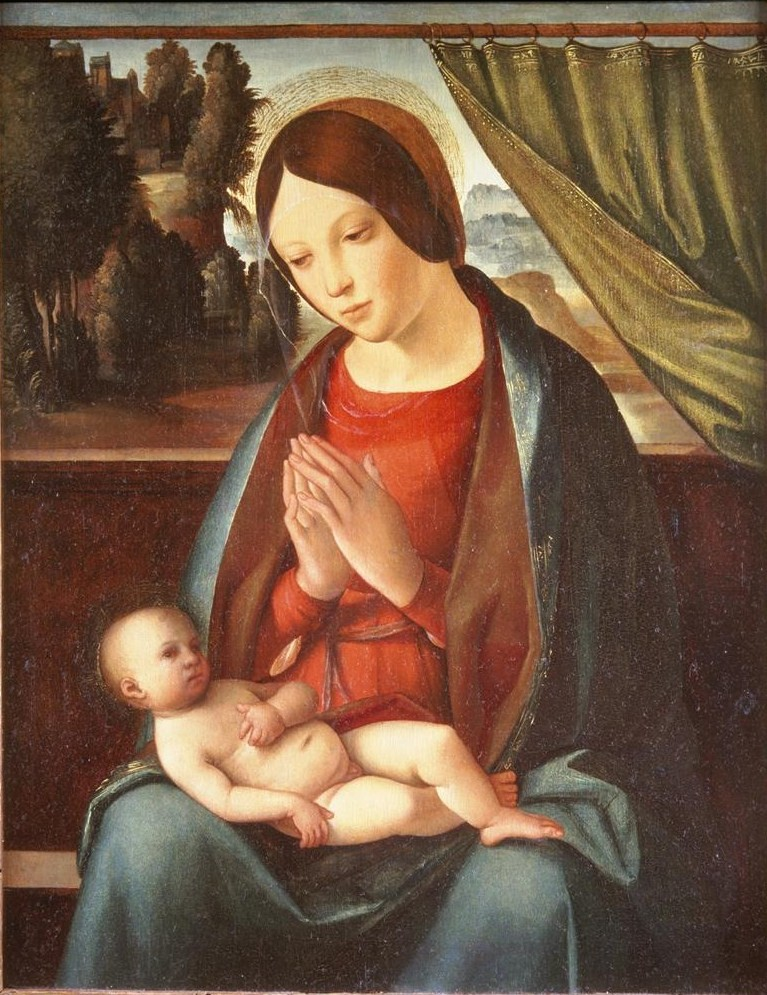
Мадонна с младенцем (1510)
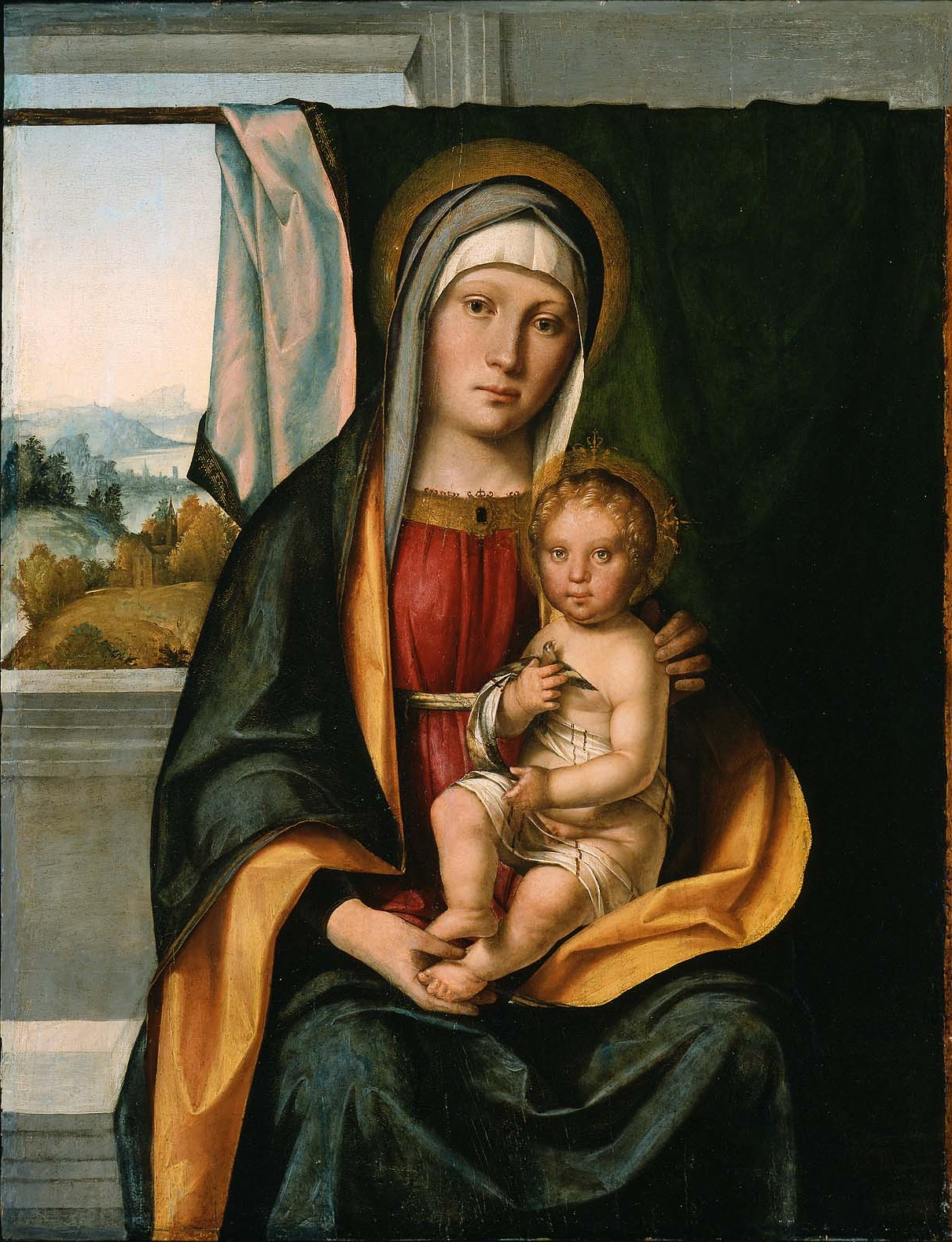
Мадонна с младенцем
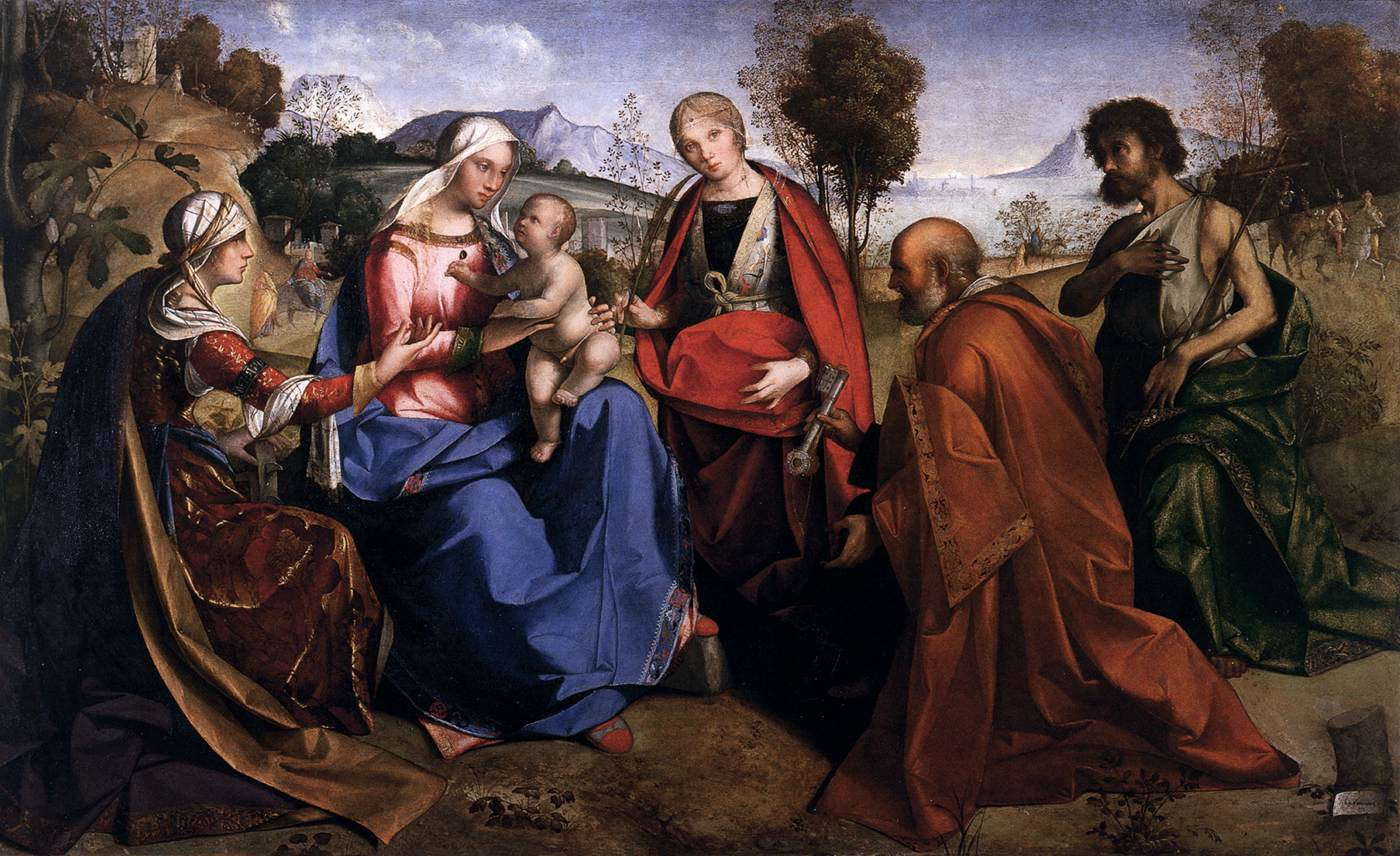
Мадонна со святыми
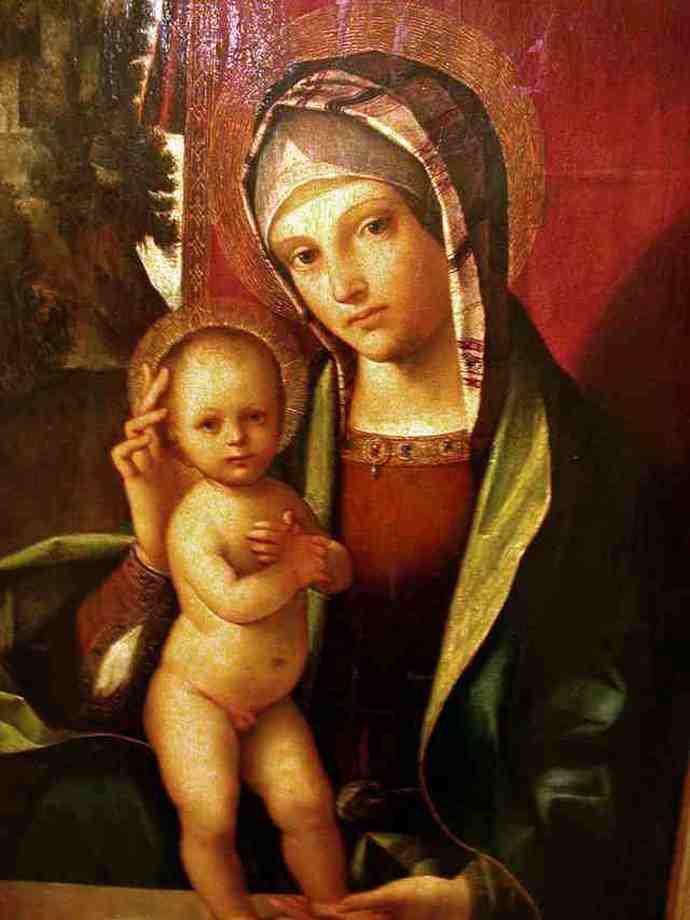
Мадонна с младенцем